# Otus pauliani
Mocho-d'orelhas-das-comores ou mocho-de-orelhas-do-karthala (Otus pauliani) é uma espécie de ave estrigiforme pertencente à família Strigidae, típica das Ilhas Comores.